# Източноазиатски тритони
Източноазиатските тритони (Cynops) са род земноводни от семейство Саламандрови (Salamandridae).
Таксонът е описан за пръв път от швейцарския естественик Йохан Якоб фон Чуди през 1839 година.

## Видове
- Cynops chenggongensis
- Cynops cyanurus – Синьоопашат тритон
- Cynops ensicauda – Рюкюйски саламандър
- Cynops fudingensis
- Cynops glaucus
- Cynops orientalis
- Cynops orphicus
- Cynops pyrrhogaster – Огненокоремен тритон
- Cynops wolterstorffi